# خیابان گوگل
خیابان گوگَل نام خیابانی در شهر تهران است. این خیابان در نزدیکی میدان تجریش قرار دارد.
گوگَل در زبان طبری به‌معنای «گله گاو» است.